# Печатка Нью-Гемпшира
Печатка Нью-Гемпшира (англ. Seal of New Hampshire) — один з державних символів штату Нью-Гемпшир. З часу проголошення незалежності 5 січня 1776 року у Нью-Гемпшира були дві печатки, хоча в офіційному використанні є лише одна. 

## Велика печатка
1784 року, після набуття чинності конституції Нью-Гемпшира, законодавці штату затвердили печатку, що зображає корабель на тлі висхідного сонця. Ця символіка нагадує про те, що Портсмут був великим центром кораблебудування під час Війни за Незалежність. З часом, на печатці з'явилися різні символи, пов'язані з мореплавством. 
1919 року, директор Історичного Товариства Нью-Гемпшира Отіс Хеммонд за дорученням губернатора та Виконавчої ради штату написав історію печатки та прапора Нью-Гемпшира. Зокрема, він виявив, що зміни, внесені до печатки, не були затверджені законодавчо, а були пов'язані з внесенням нових деталей при виготовленні копії печатки після вицвітання фарб. 1931 року губернатор Джон Уінент, щоб уникнути можливих пов'язаних з печаткою непорозумінь, призначив комісію для розробки нового дизайну печатки. Верховний суд штату схвалив рекомендації комісії, і пізніше був прийнятий закон, що затверджує нову печатку. 
За цим законом фрегат USS Raleigh (Рейлі) був поміщений в центр нової печатки. Фрегат був побудований в Портсмуті 1776 року як один з перших тринадцяти кораблів, замовлених Континентальним Конгресом для нового військового флоту США. За законом, печатка має два дюйма в діаметрі. Напис на ній говорить SEAL • OF • THE • STATE • OF • NEW HAMPSHIRE (Печатка штату Нью-Гемпшир). 

## Інша печатка

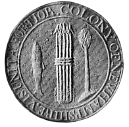
Колоніальна печатка

### Колоніальний варіант
1 липня 1774 року Перший Провінційний Конгрес вперше зібрався в Ексетері. Серед іншого, він скасував використання всіх монархічних символів, в тому числі і державної печатки, на якій було зображення короля Георга  III. Пізніше Конгрес підготував нову печатку із зображенням риби і сосни, розділених зв'язкою з п'яти стріл. Риба і сосна символізували головні експортні продукти колонії, а стріли — п'ять графств (зараз у Нью-Гемпширі десять округів). На печатці був напис COLONY OF NEW HAMPSHIRE * VIS UNITA FORTIOR. Цей девіз ніколи не мав офіційного статусу, але використовувався аж до 1784 року. Жодних документів, що дозволяють офіційно використати печатку, не виявлено. Вперше вона була поставлена  1 вересня 1775 року. 

### Перша печатка штату 1776 року
Офіційно першу печатку штату було дозволено використовувати 12 вересня 1776 року. Ця печатка досі використовується Судом штату, хоча немає жодних офіційних документів, що регулюють її статус або зовнішній вигляд. На печатці зображені всі ті ж риба і сосна, розділені п'ятьма стрілами. Напис говорить SIGILL: REI — PUB: NEOHANTONI: * VIS UNITA FORTIOR*. 